# Totes Blatt (Netzflügler)

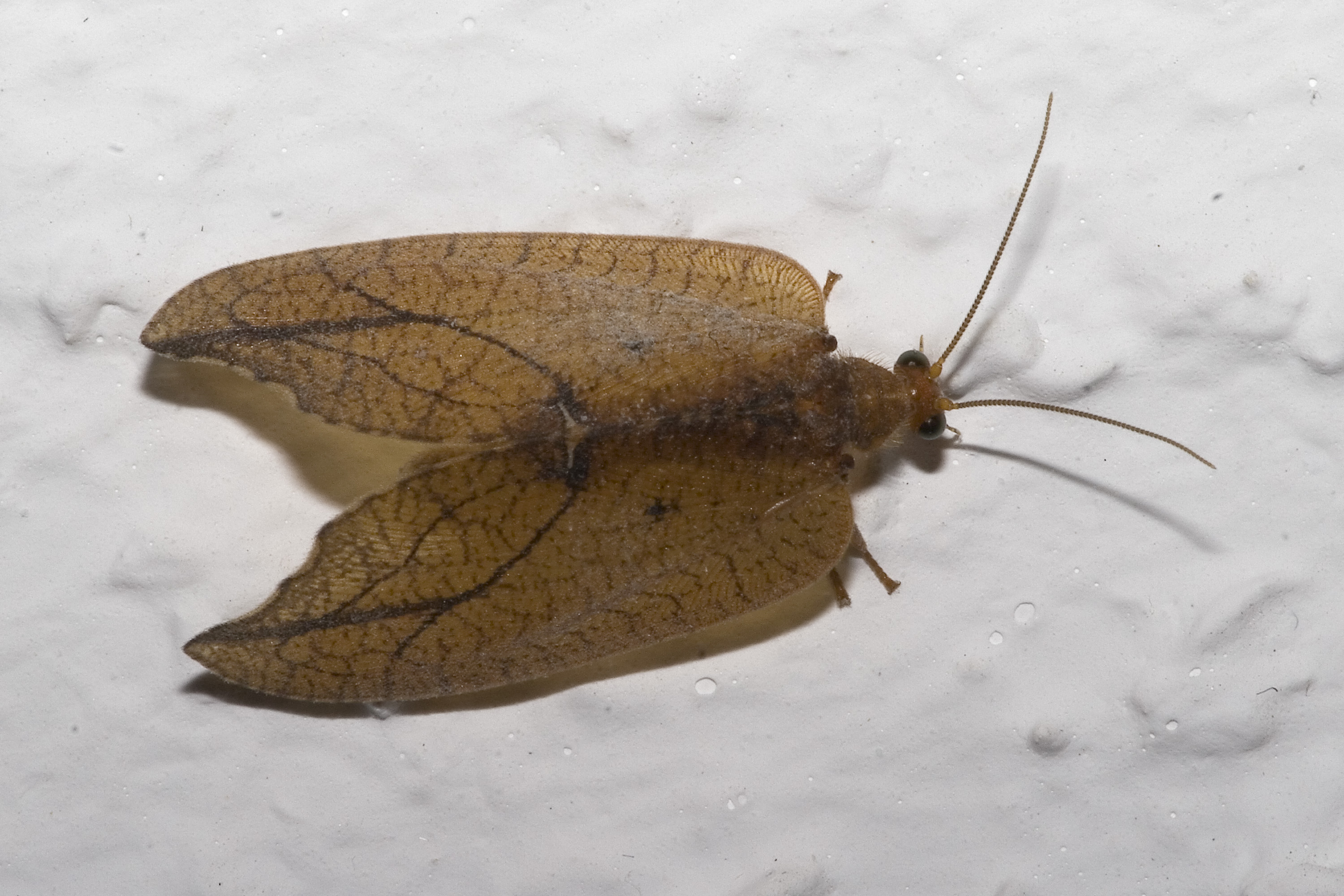
Draufsicht

Das Tote Blatt (Drepanepteryx phalaenoides), auch Blattlauslöwe oder Sichelflügel-Taghaft genannt, ist ein Netzflügler aus der Familie der Taghafte (Hemerobiidae). Die Namen „Totes Blatt“ und „Blattlauslöwe“ werden für verschiedene Insektenarten verwendet, weshalb der Name „Sichelflügel-Taghaft“ zur eindeutigen Artzuordnung zu bevorzugen ist.

## Merkmale
Die Tiere haben eine Vorderflügellänge von 11 bis 16 Millimetern und sind damit die größten Taghafte in Mitteleuropa. Ihr Körper ist braun gefärbt und imitiert das Aussehen eines verwelkten Blattes (Mimese). Vom ähnlichen Drepanepteryx algida unterscheidet sich das Tote Blatt durch hinter der Spitze doppelt sichelförmig eingebuchtete Vorderflügel und das sehr stark nach außen verbreiterte Costalfeld, hinter das die Tiere ihren Kopf bei Gefahr einziehen können. Zudem ist das Tote Blatt deutlich größer.

## Vorkommen
Die Art kommt in ganz Europa vor, wobei das hauptsächliche Verbreitungsgebiet Mitteleuropa ist. Man findet die Tiere vom Flachland bis in die montane bzw. subalpine Stufe in lichten Wäldern, aber auch in Parks und Gärten. Sie fliegen in ein bis zwei Generationen von Januar bis November. Sie sind meist selten und treten nur mancherorts in hoher Zahl auf.

## Lebensweise
Die Larven des Toten Blattes entwickeln sich an verschiedenen Laubbäumen und Sträuchern, wie etwa an Eichen, Ulmen, Holunder oder Obstbäumen. Nur selten findet man sie auch an Tannen. Die Überwinterung findet als Imago statt.